# Kucębów-Odcinek
Kucębów-Odcinek – wieś w Polsce, położona w województwie świętokrzyskim, w powiecie skarżyskim, w gminie Bliżyn.
W latach 1975–1998 miejscowość administracyjnie należała do województwa kieleckiego.
Przed 2023 miejscowość była częścią wsi Kucębów, do 2001 nosiła nazwę Odcinek.